# Redmi 6A
Redmi 6A — бюджетний смартфон, представлений Xiaomi 12 червня 2018 року. Коштував в Україні 1999 грн (станом на 11 квітня 2020)

## Характеристики

### Корпус і екран
Корпус Redmi 6A нерозбірний, зроблений з глянсового пластика (синій, сірий, чорний, «золотий» і «рожево-золотий»). Екран зроблений за технологією IPS має діагональ 5,45 дюйма і роздільність 1440 × 720 (HD+). Співвідношення сторін екрану — 18:9, тобто 2:1.
На лівій стороні корпусу є два контейнери для карток: один — для сім-карти нано-розміру, другий — для сім-карти нано-розміру і для карти пам'яті. Одночасно можна використовувати дві сімки і карту пам'яті. Скрепка для вийняття контейнерів входить до поставки.

### Апаратна платформа
У Redmi 6A встановлено 4-ядерний процесор Helio A22 на базі ARM Cortex-A53, що працює на частоті до 2 ГГц і зроблений за технологією 12 нм. Відеоприскорювач - IMG PowerVR. Оперативна пам'ять — 2 ГБ, сховище даних — 16 або 32 ГБ, є підтримка карт пам'яті до 256 ГБ. Смартфон працює на Android 8.1 (Oreo) з фірмовою оболонкою MIUI 9 з коробки, оновленої наприкінці жовтня 2019 до 11-ї версії (Android 9). Підтримується 4G LTE з поперемінною роботою двох Nano-SIM, а також Wi-Fi 802.11 n, Wi-Fi Direct, Bluetooth 4.2. Підтримується розблокування по обличчю.

### Акумулятор
У Redmi 6A встановлений акумулятор ємністю 3000 мА·год без підтримки швидкої зарядки. В режимі очікування може працювати до 19 днів.

### Камера
Основна камера має роздільність 4160×3120 (13 Мп) з можливістю фокусування (PDAF) та знімання відео у Full HD. Фронтальна камера дозволяє отримувати знімки розміром 5 Мп і можливість записувати відео у Full HD.

## Галерея

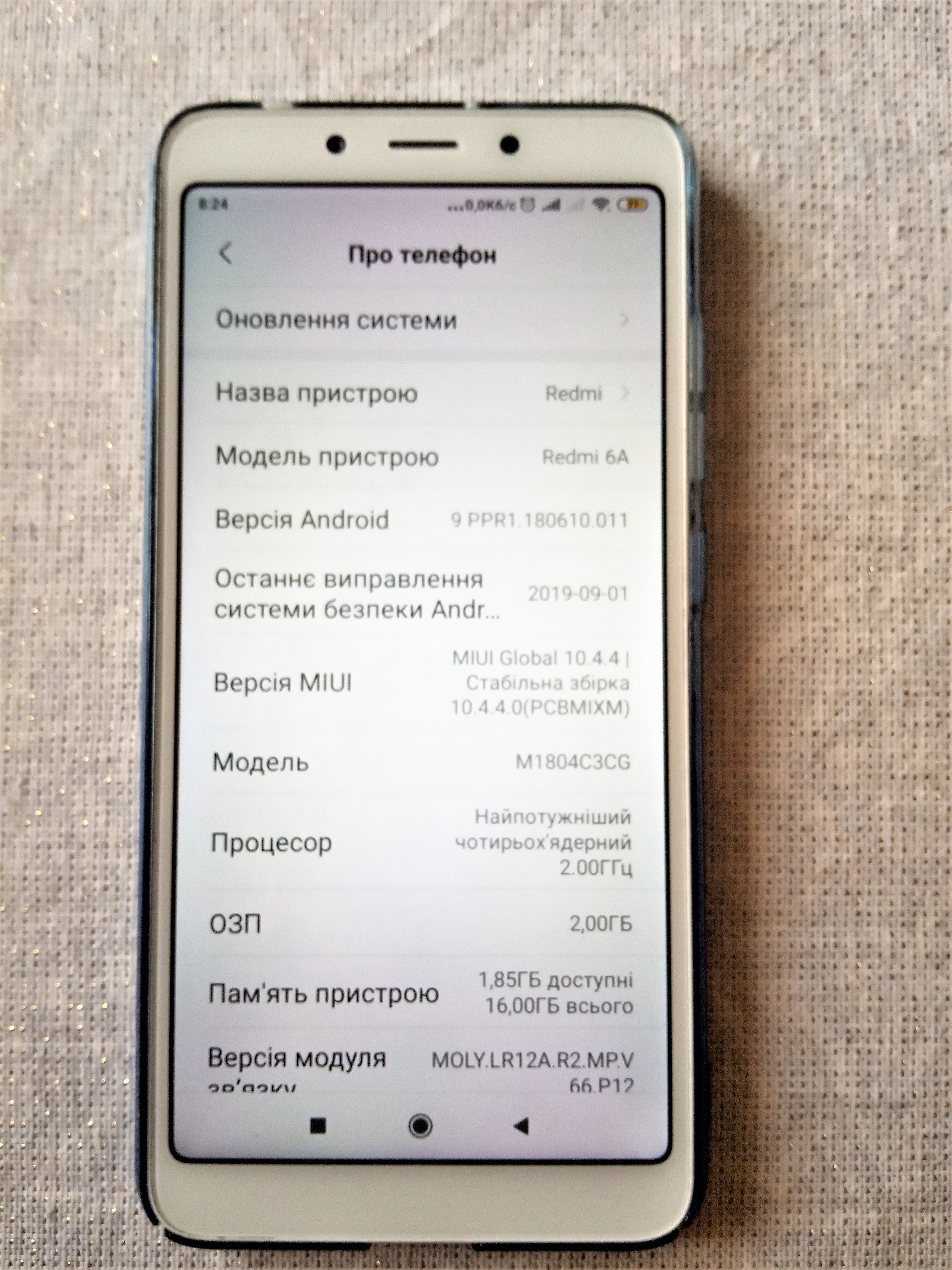
Про телефон (MIUI 10, Андроїд 9)
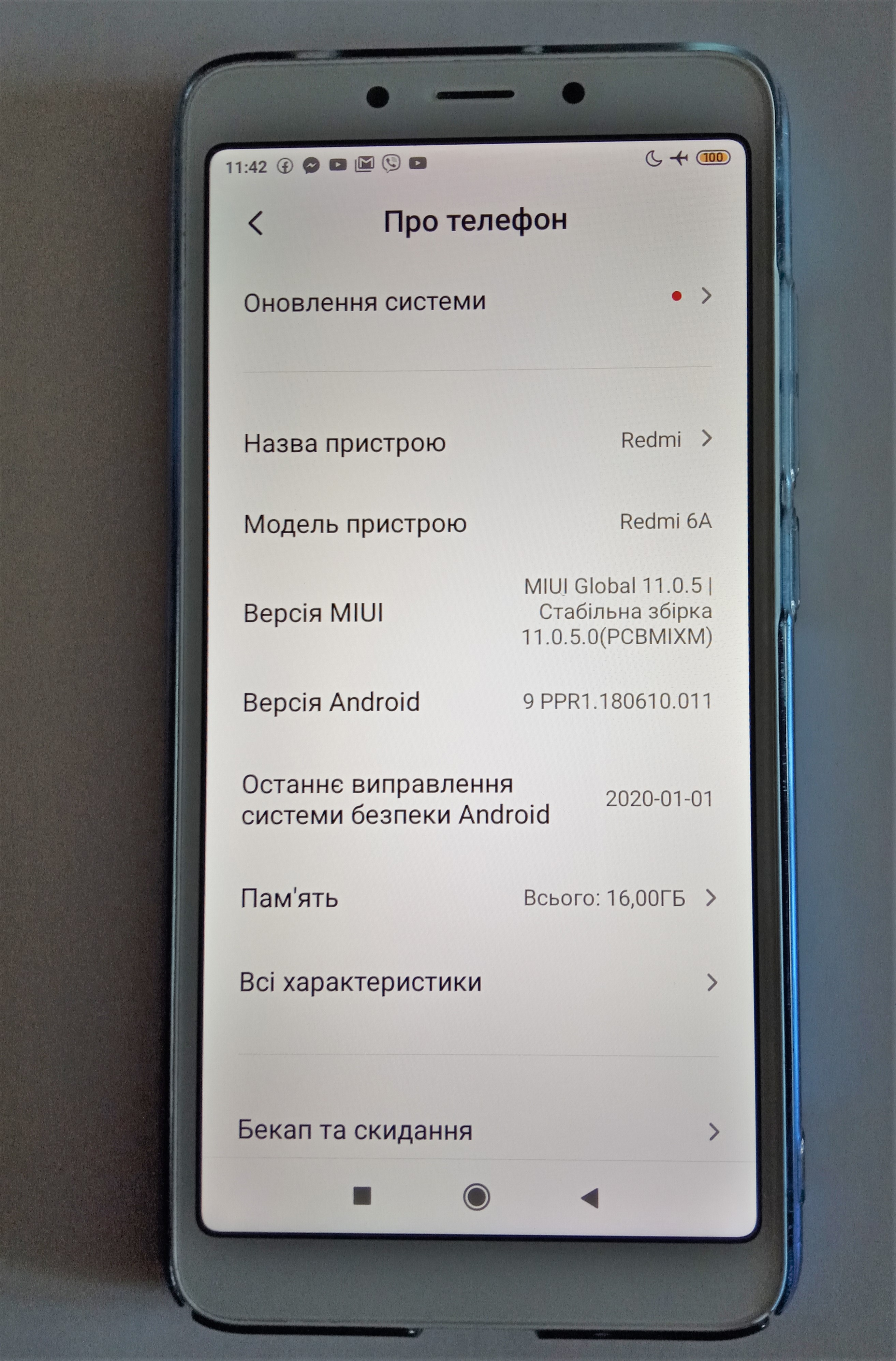
Про телефон (MIUI 11, Андроїд 9)
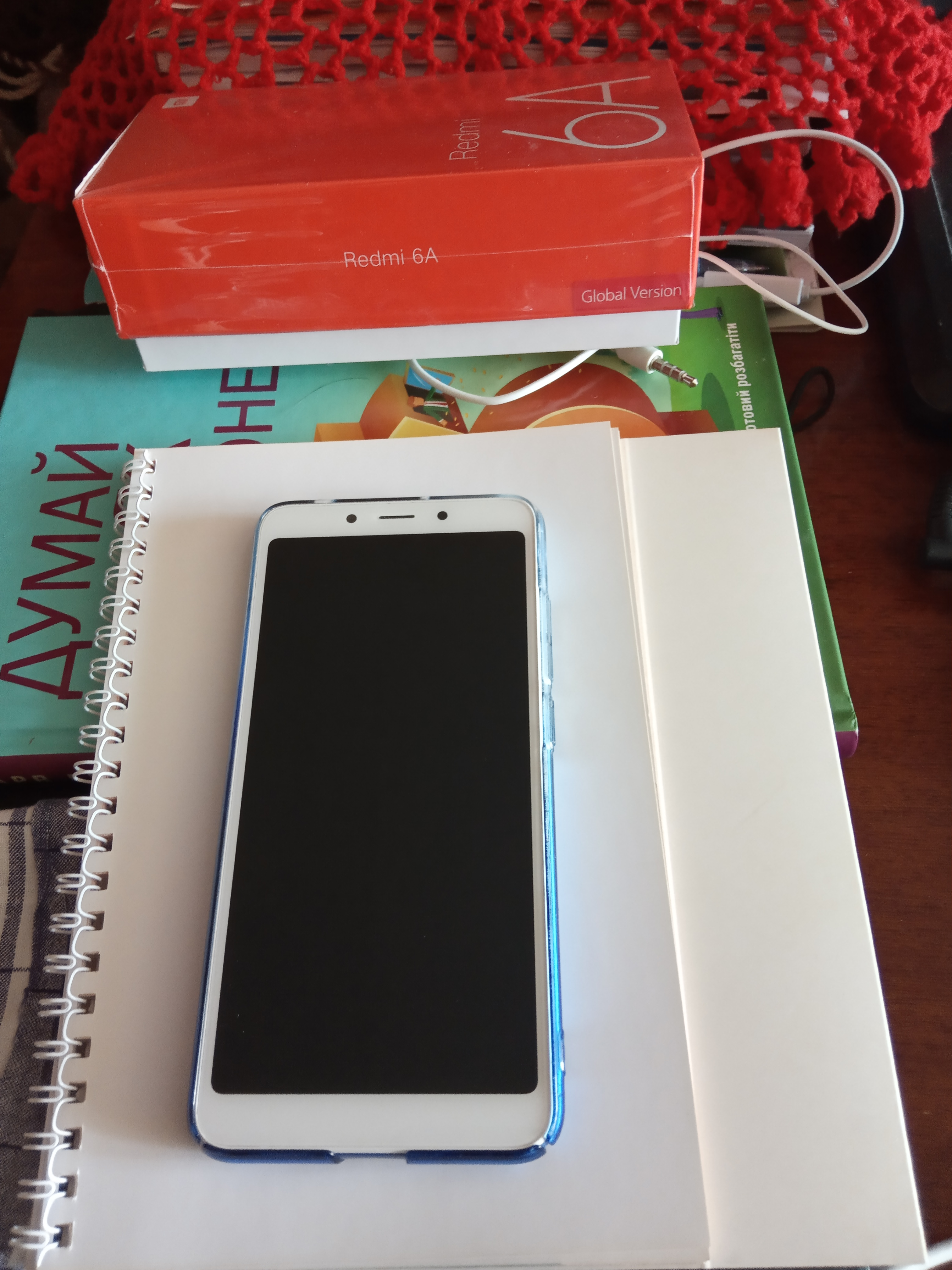
Телефон із фірмовою коробкою
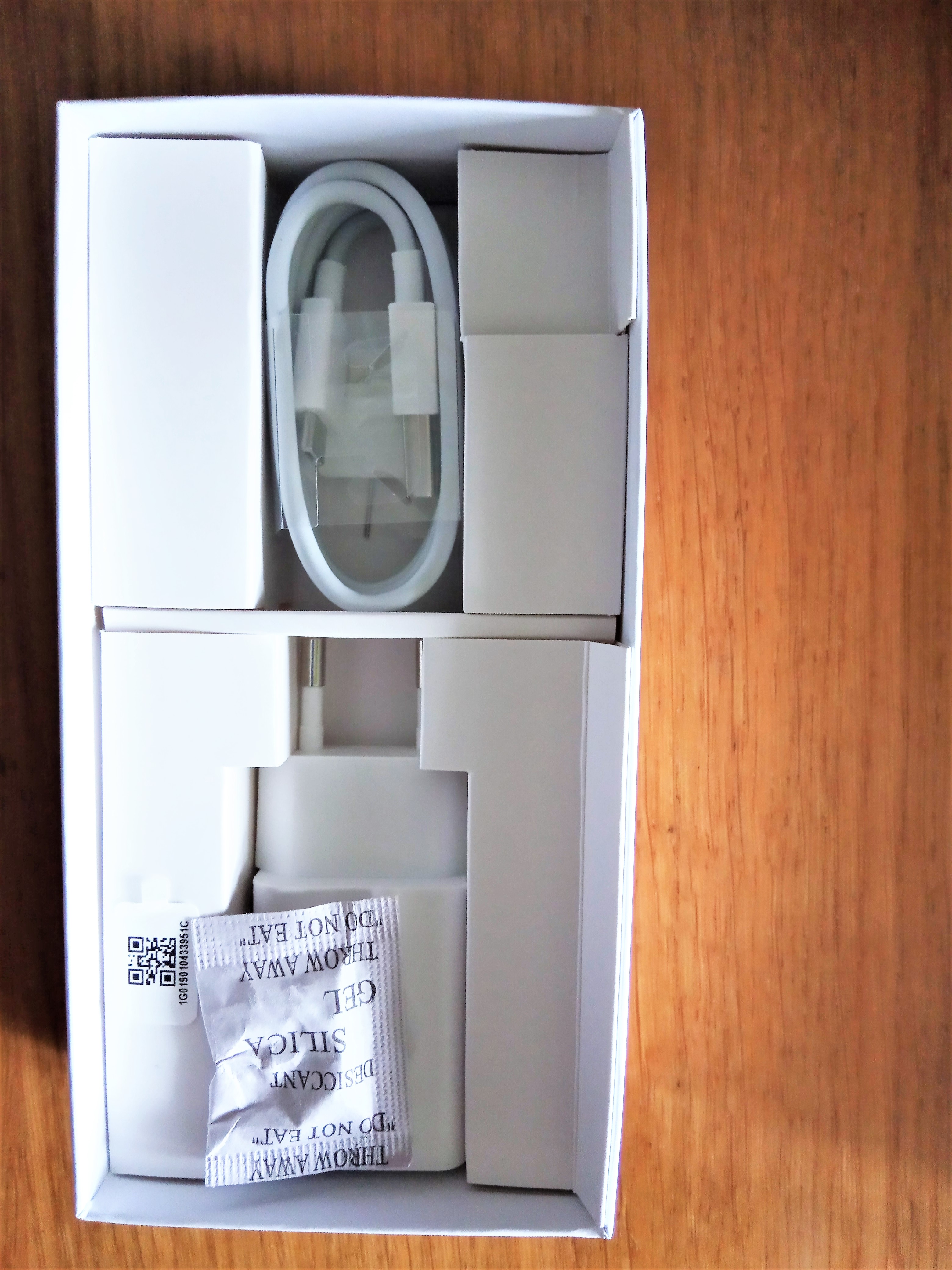
Коробка із зарядним пристроєм
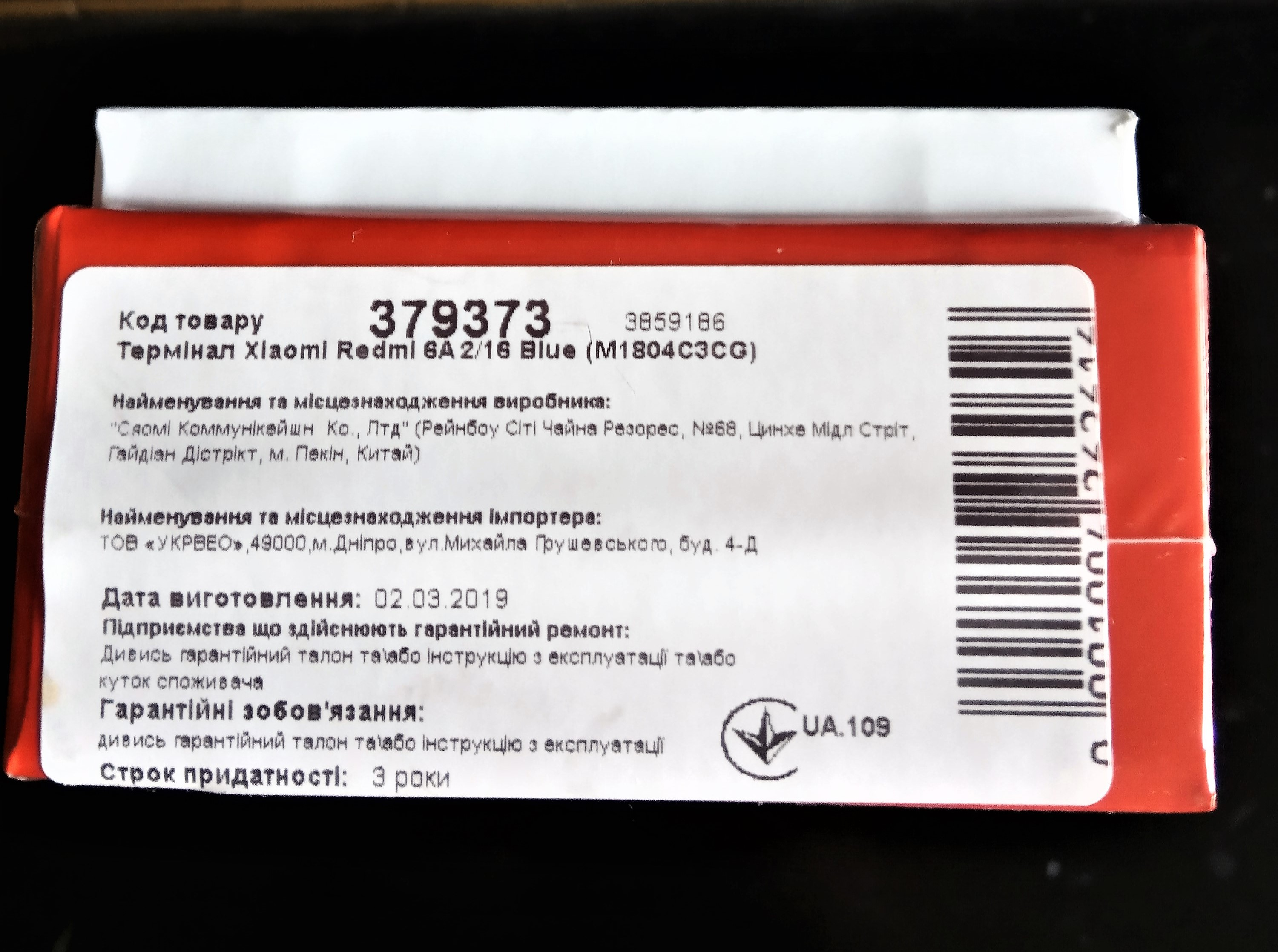
Етикетка на коробці із назвою телефону
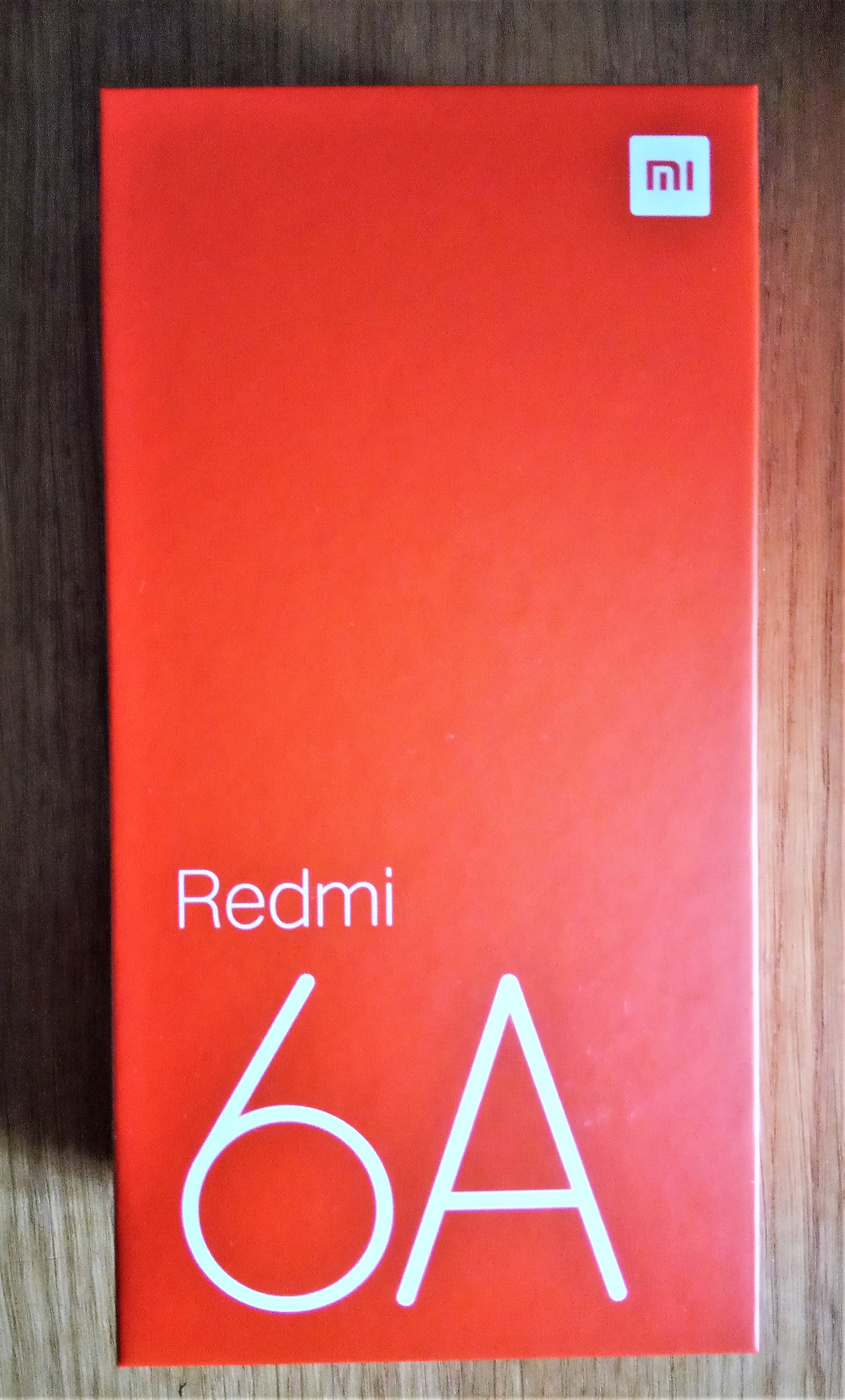
Коробка, вид зверху
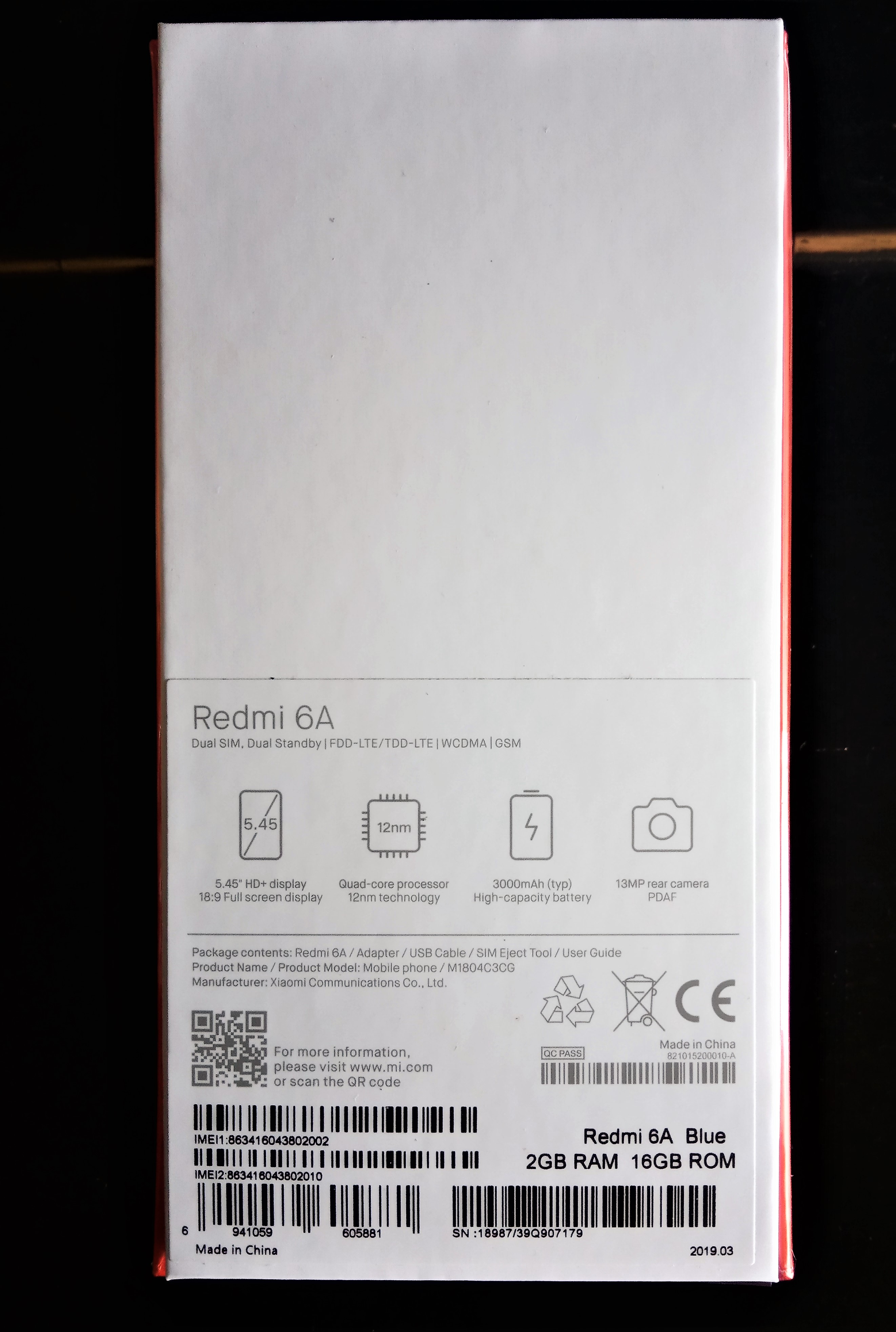
Коробка, вид знизу
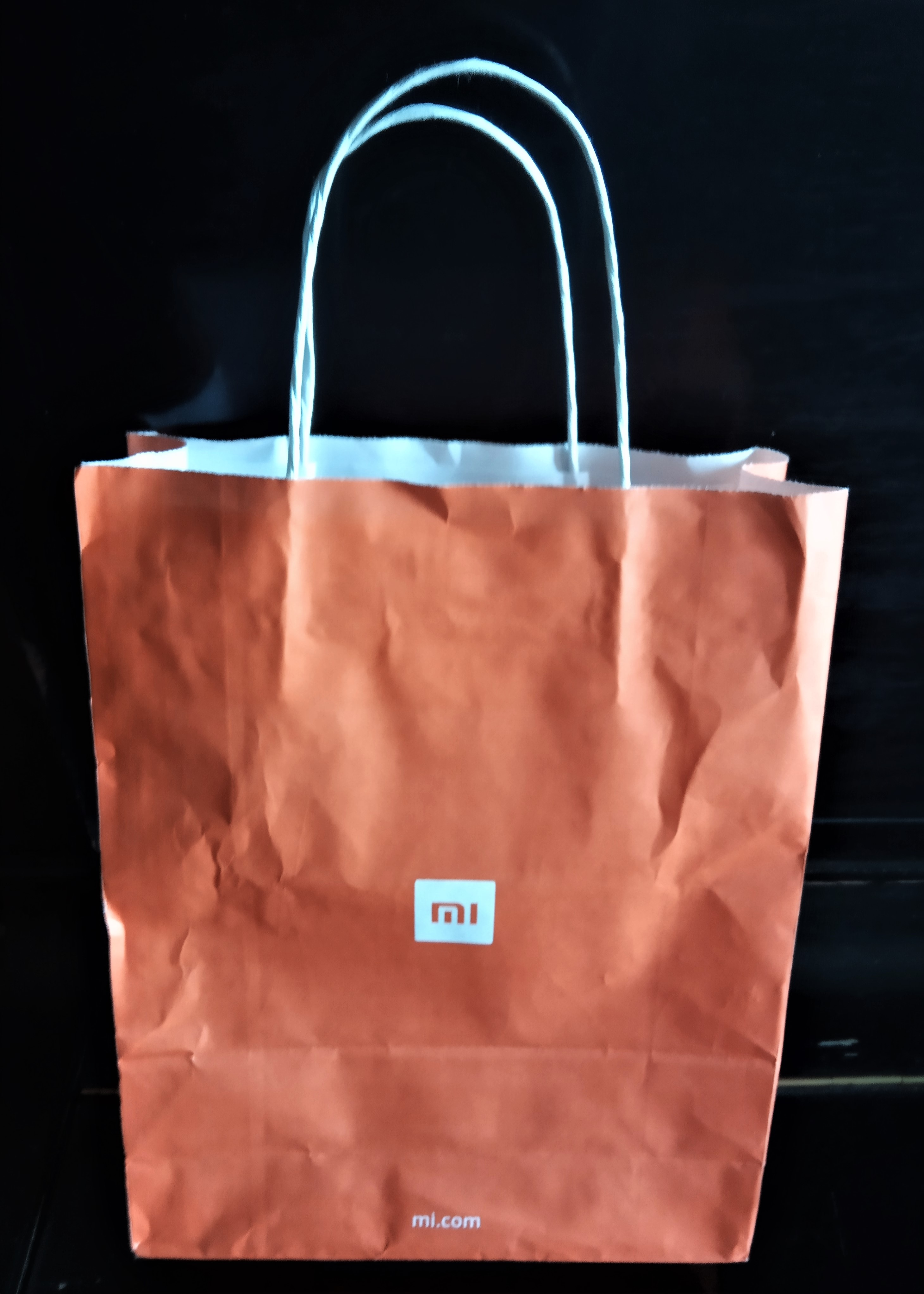
Фірмовий паперовий пакет
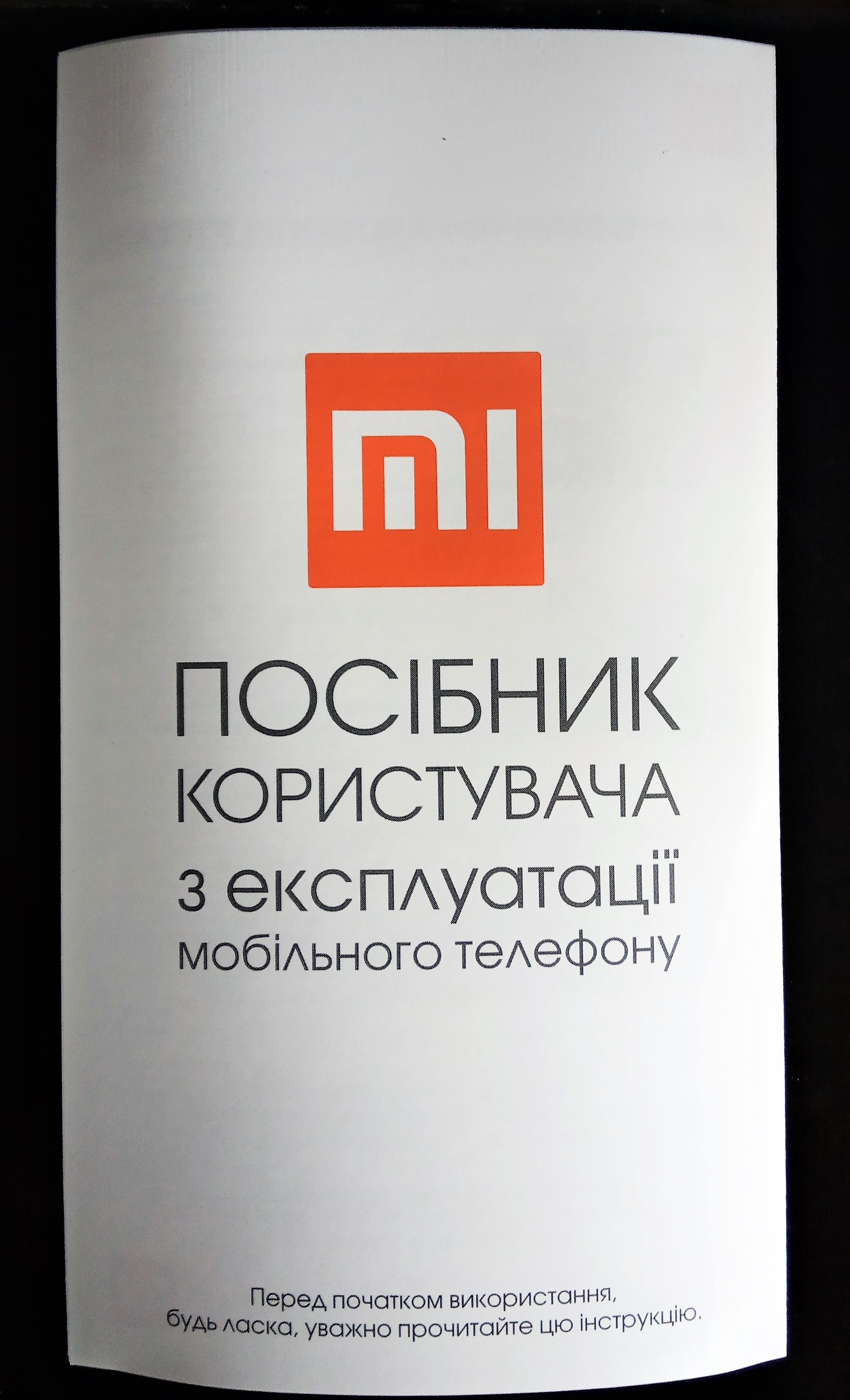
Посібник користувача
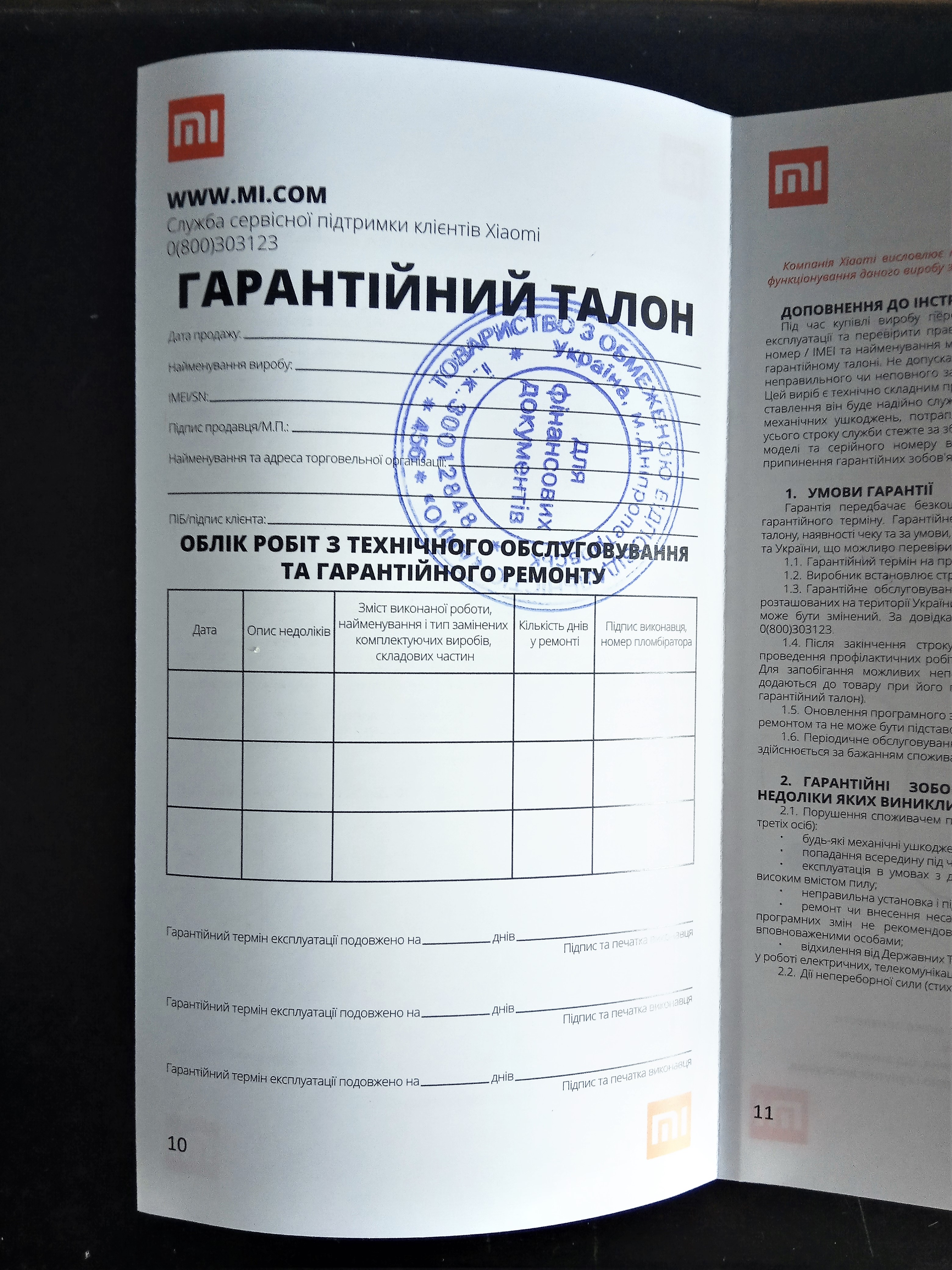
Гарантійний талон
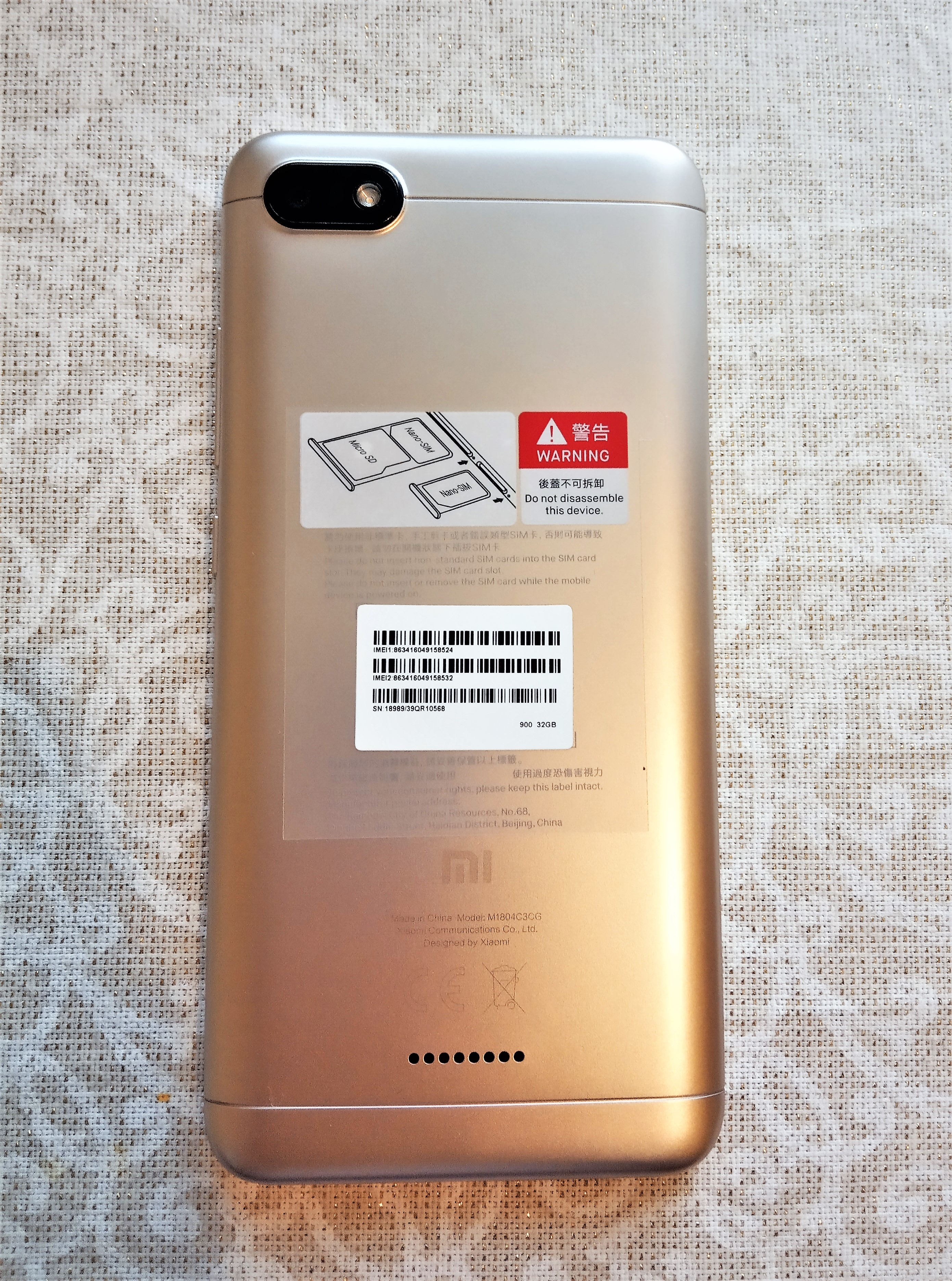
Щойно вийнятий із коробки смартфон, із фірмовою наліпкою
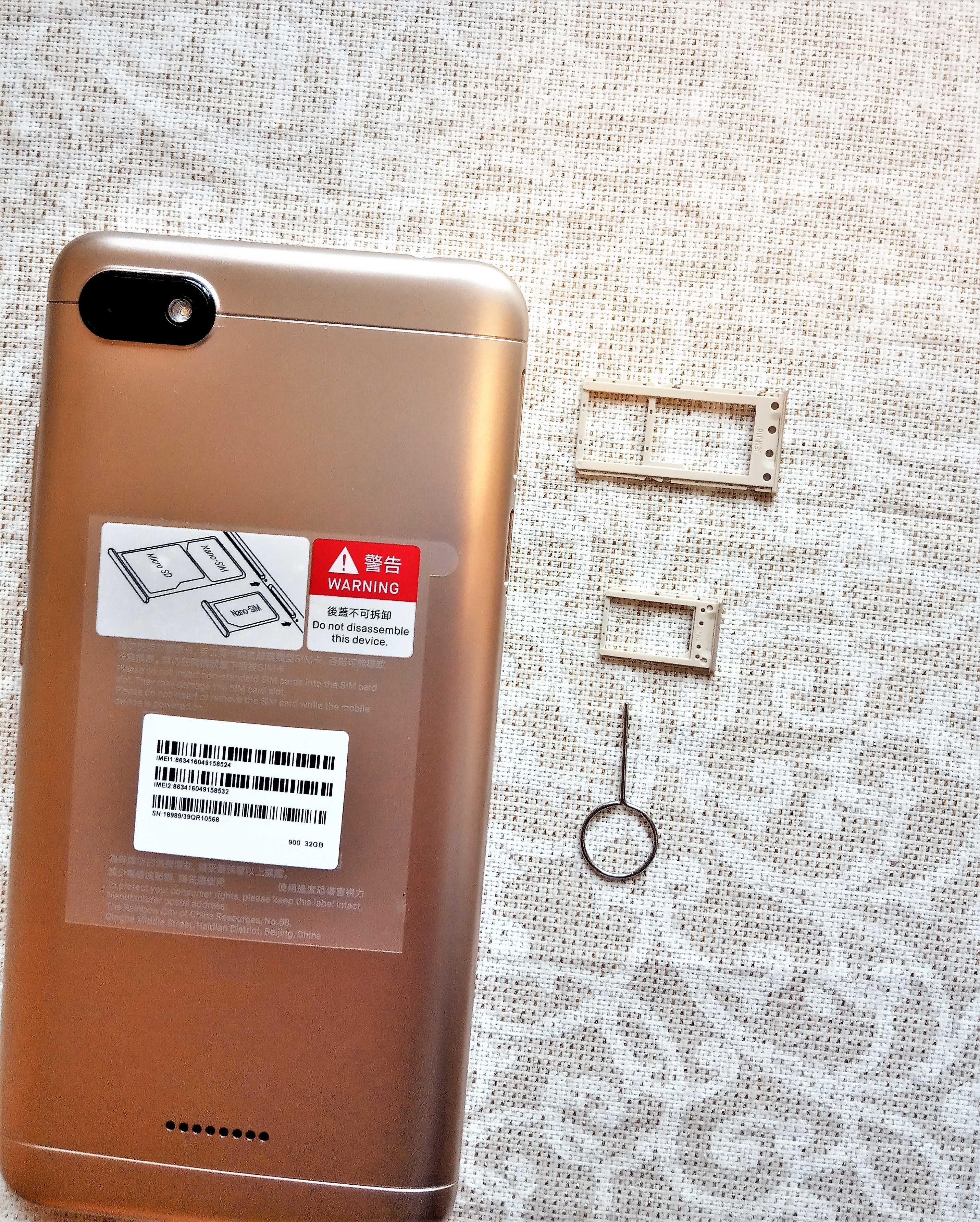
Слоти для карток і скрепка
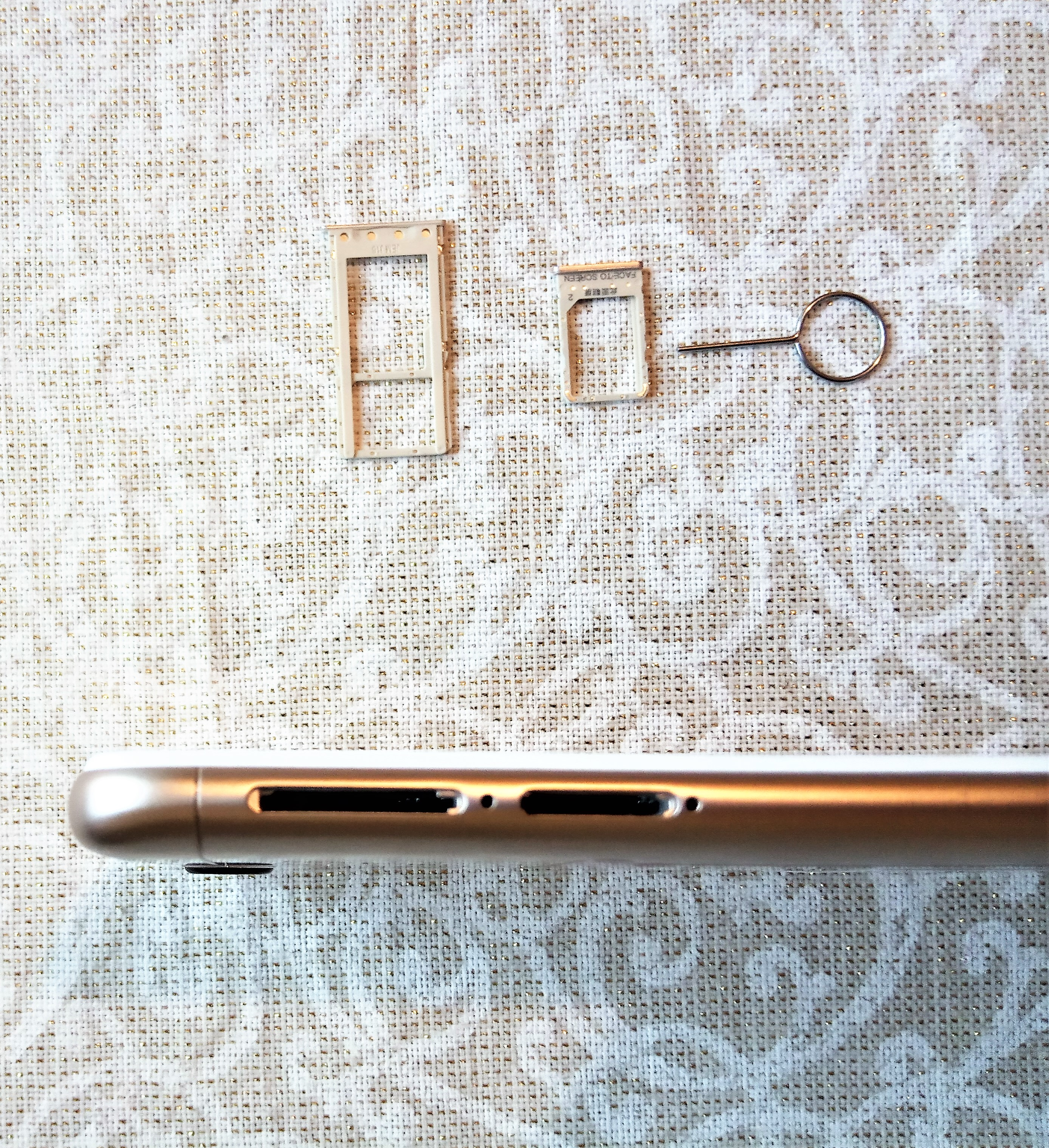
Слоти для карток і скрепка
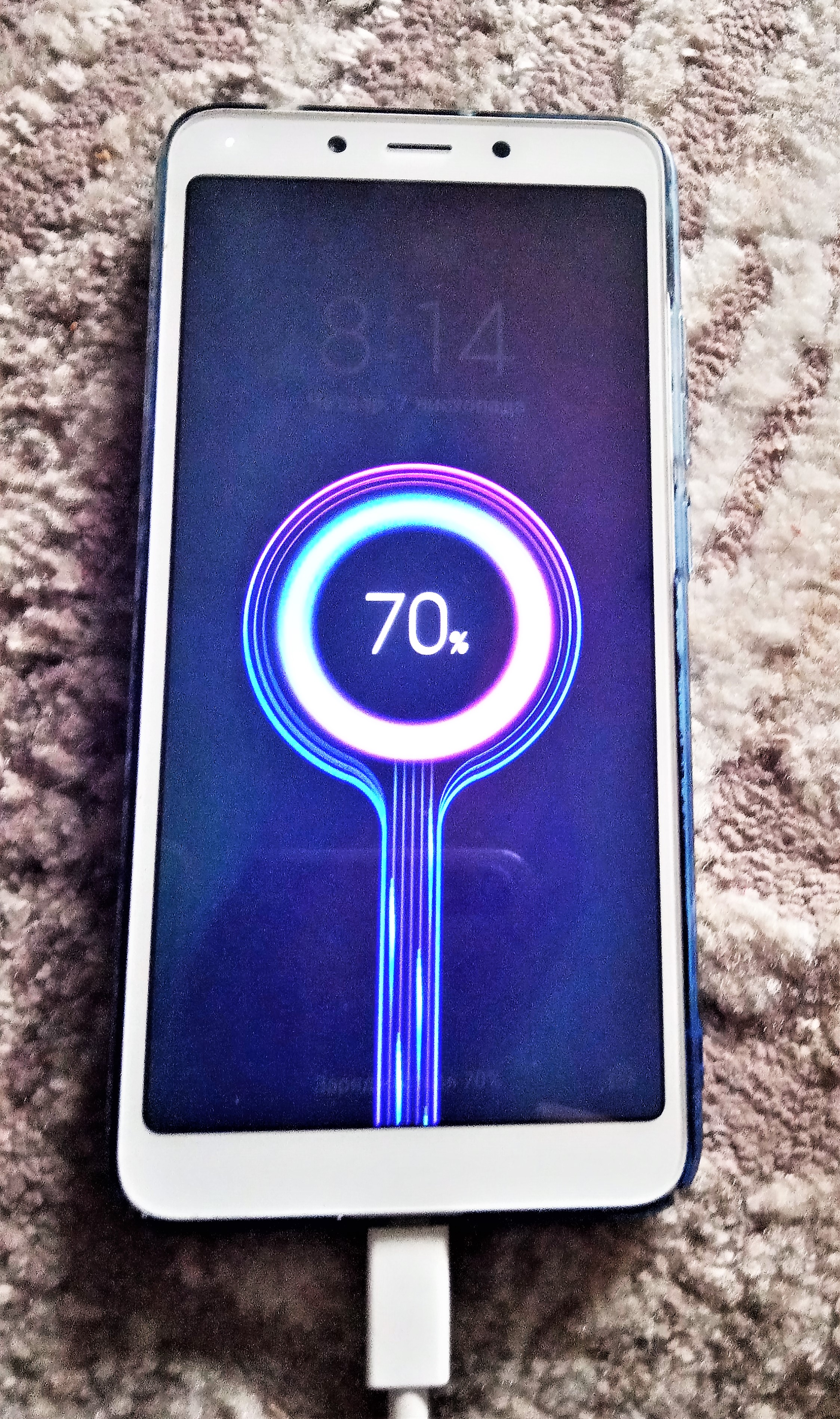
Зарядка увімнутого телефона (70 % заряду)
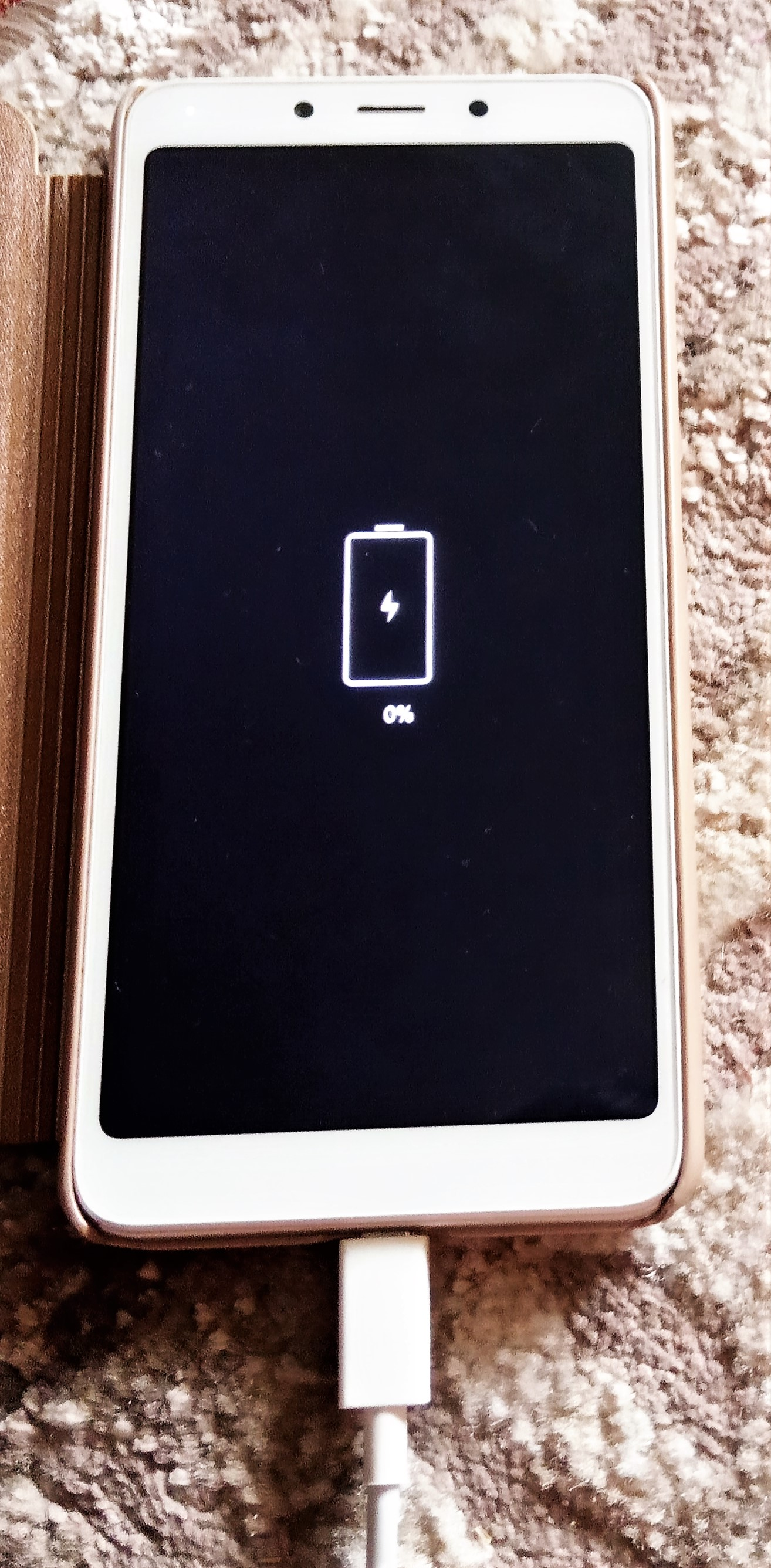
Зарядка вимнутого телефона (0 % заряду)
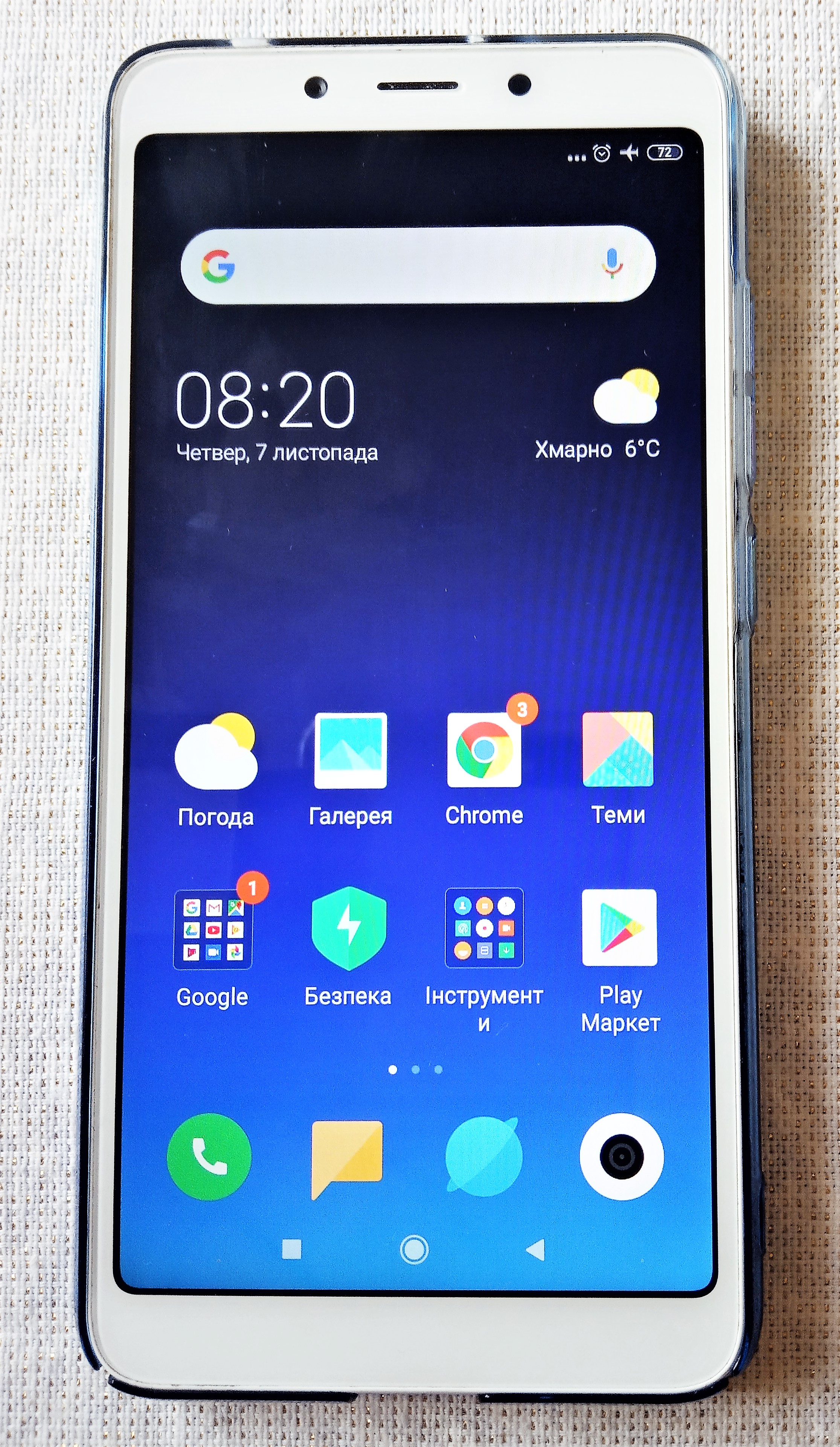
Головний екран
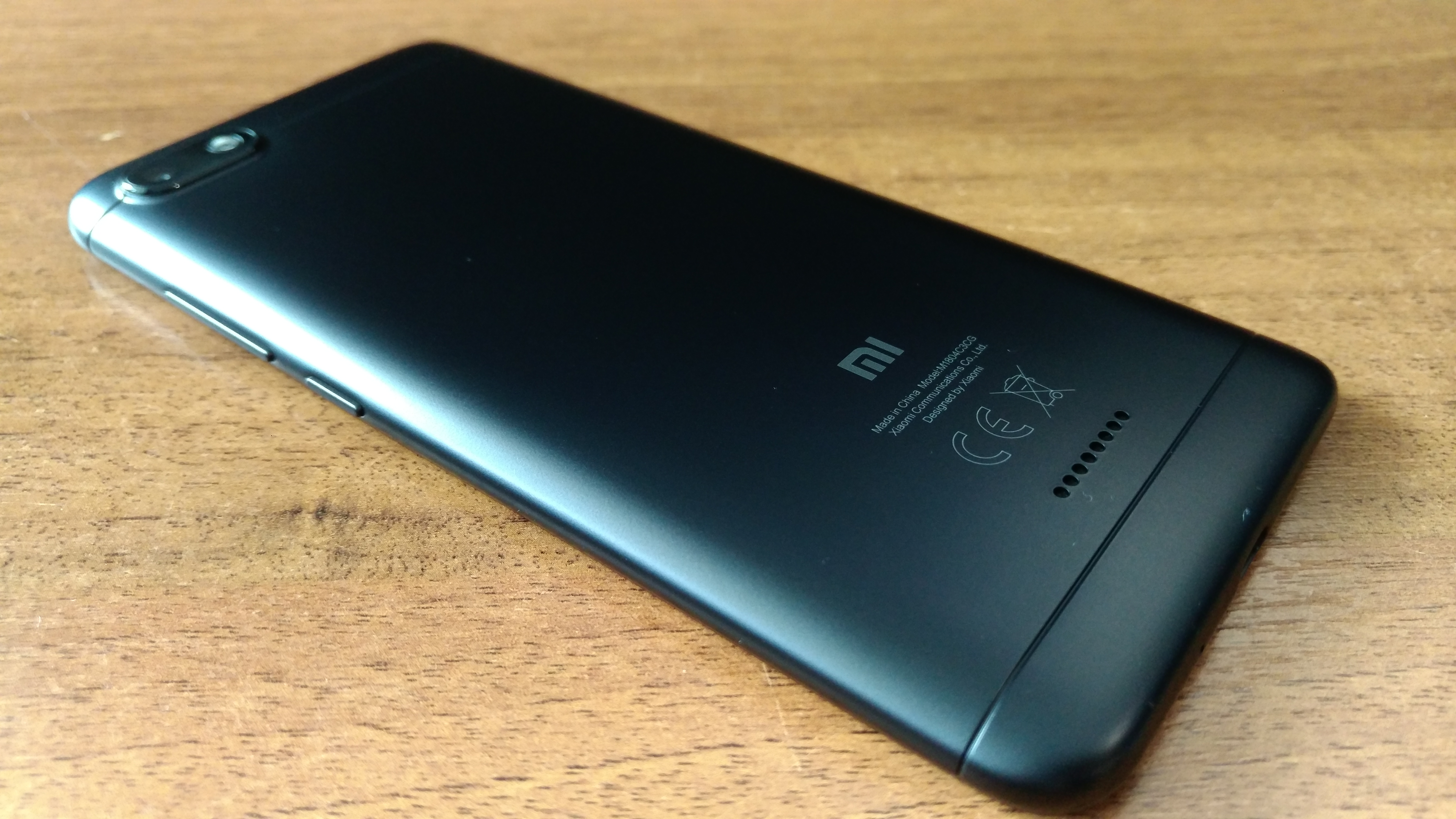
Чорна модель
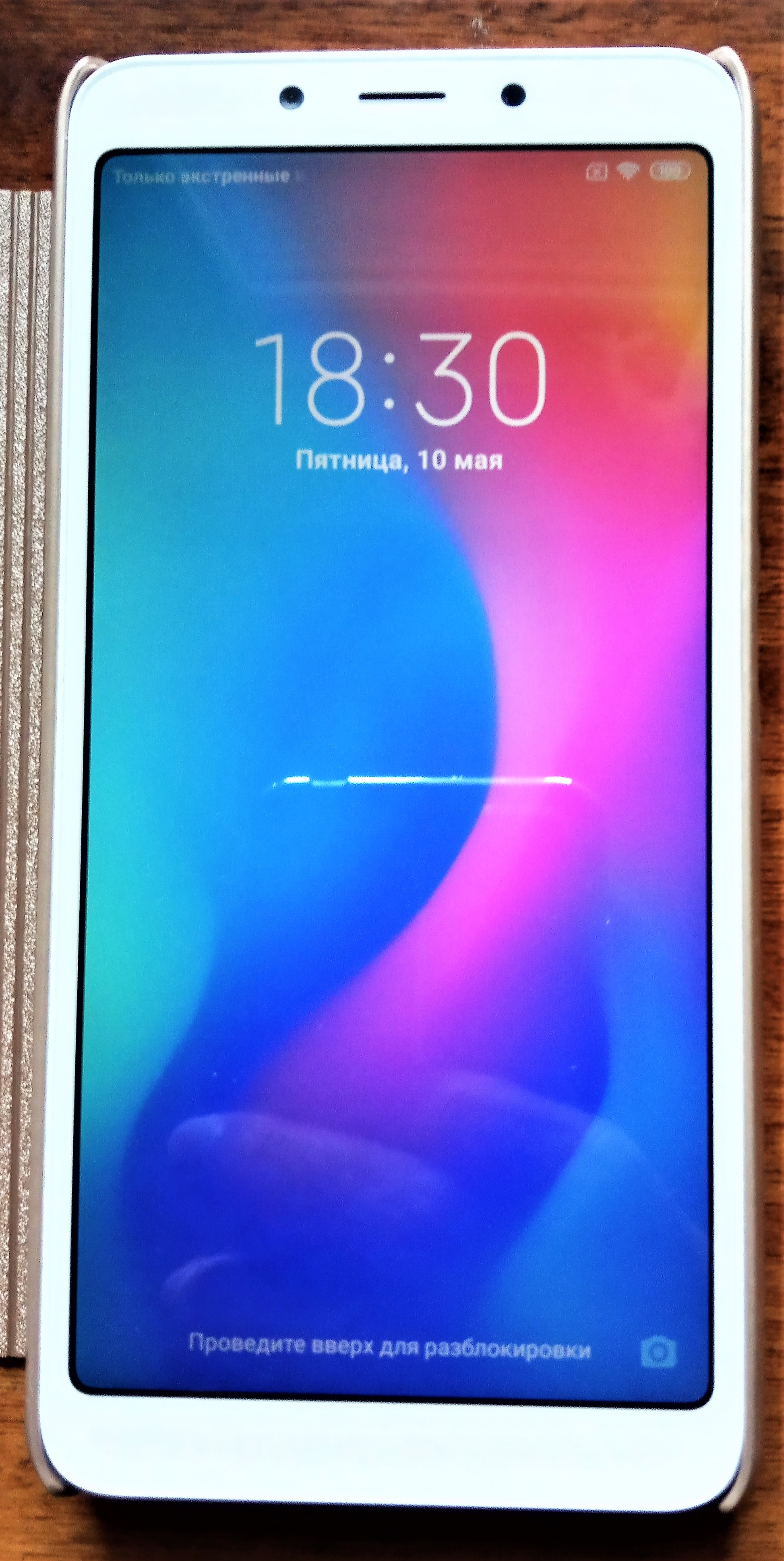
Заблокований екран
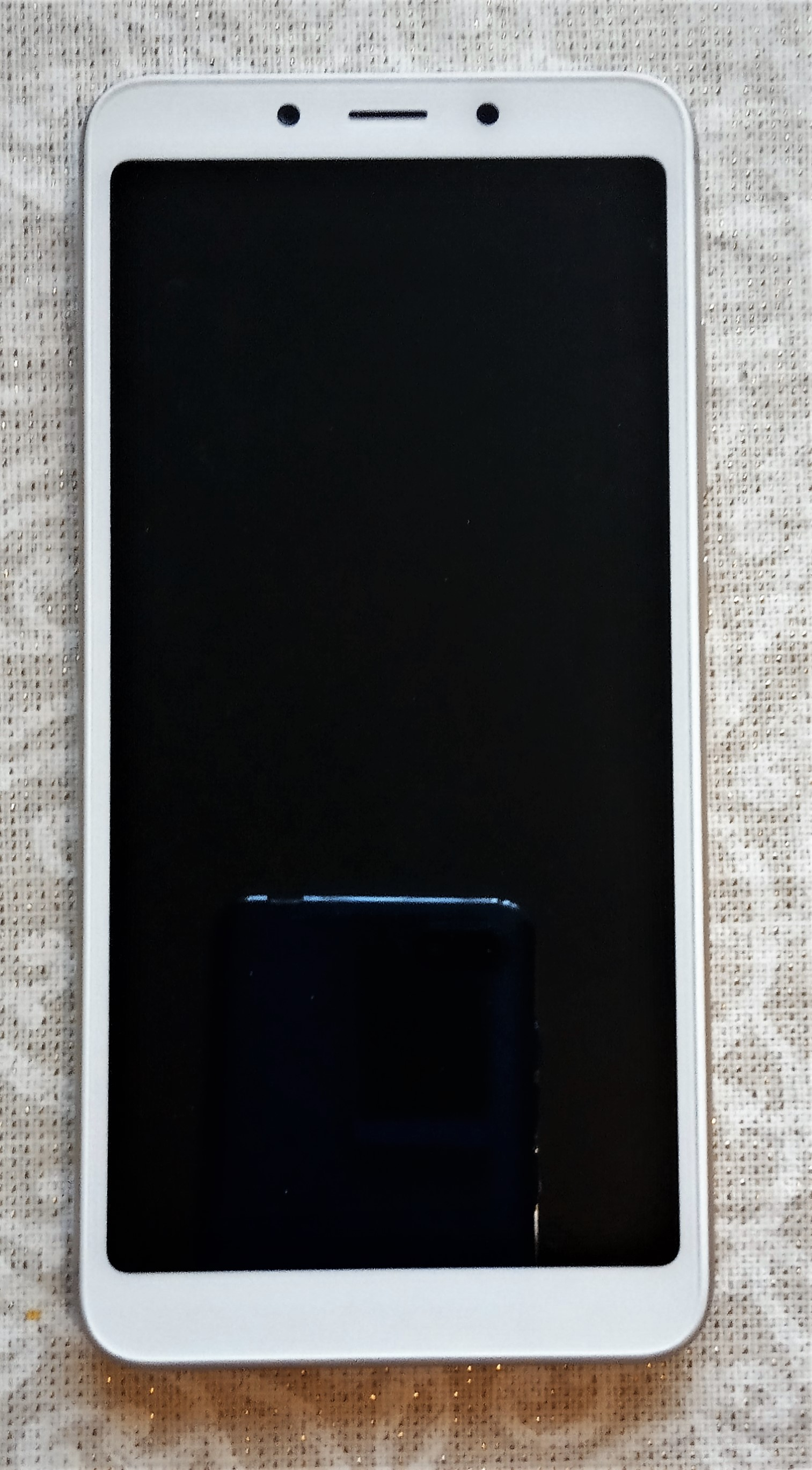
Модель із "позолоченим" кольором, на екрані відображається синя модель Redmi 6A, якою робиться знімок